# Fruela de Lugo
Fruela de Lugo (em castelhano: Froilán) é o patrono das dioceses de Leão e de Lugo, na Galiza, e detentor da paróquia de Lugo, que leva seu nome. Nasceu nas cercanias da cidade Lugo no ano de 832. Mesmo sendo difícil identificar a cidade exata onde Fruela nasceu, acredita-se que possa ter sido numa cidade chamada Reguero dos Hortos. Os motivos e ano de sua morte são incertos, mas acredita-se que tenha morrido em 905. Na Espanha, o dia de São Fruela é comemorado no mês de outubro.